# Зимовье (Хабаровский край)
Зимо́вье — посёлок при одноимённой станции в Верхнебуреинском районе Хабаровского края. Входит в состав Тырминского городского поселения.

## Население
| 1992 | 2002 | 2010 | 2011 | 2012 | 2021 |
| ---- | ---- | ---- | ---- | ---- | ---- |
| 206  | ↘169 | ↘77  | →77  | ↗79  | ↘30  |

## Улицы
- ул. Брусничная,
- ул. Вокзальная,
- ул. Лесная.